# Walker Lake
Der Walker Lake [ˈwɔːkɚ leɪk] ist ein natürlicher Salzsee im Großen Becken der Vereinigten Staaten von Amerika. Er liegt im westlichen Teil Nevadas am Fuße der Wassuk Range und bedeckt eine Fläche von 130 km² in Mineral County. Er ist 29 km lang und bis zu elf Kilometer breit. Er ist benannt nach Joseph R. Walker, der die Gegend im 19. Jahrhundert erforschte.

## Geschichte
Der See ist ein Überbleibsel des prähistorischen Lake Lahontan, der während der Eiszeit mit einer Fläche von 20.700 km² den Großteil des nordwestlichen Nevada bedeckte. Anders als der Pyramid Lake trocknete der See mehrmals seit dem Ende des Pleistozäns aus, womöglich infolge natürlicher Ablenkungen des Walker River in die Carsonsenke.
Im 19. Jahrhundert war die Region um den See von den Paiute-Indianern bevölkert. Extensive Wasserentnahme am Walker River und seinen Nebenflüssen sorgten seinerzeit und spätestens ab dem späten 19. Jahrhundert für einen erheblichen Rückgang des Wasserpegels am Walker Lake. Gemäß dem USGS fiel der Pegel zwischen 1882 und 1994 um zirka 40 Meter und brachte größere Wasserverunreinigungen mit sich. Die Salzkonzentration ist seit dem Jahr 2004 derart hoch, dass der Großteil des Fischbestands bedroht ist.